# Atanasio II di Alessandria
Atanasio II di Alessandria (Egitto, ... – Egitto, 30 settembre 496) è stato papa della Chiesa ortodossa copta e patriarca di Alessandria dal 490 fino alla sua morte.
Miafisita, successe a Pietro III come papa alessandrino. Il suo patriarcato fu relativamente tranquillo.
È commemorato nel Calendario dei Santi della Chiesa copta il 20 del mese di Thout, giorno della sua morte.